# 정운천
정운천(鄭雲天, 1954년 4월 10일~)은 대한민국의 정치인으로, 제20·21대 국회의원이다.

## 생애
정운천은 1954년 4월 10일에 전라북도 고창에서 태어났다. 고려대 농경제학과를 나온 후 전라남도 해남으로 낙향하여 30년 가량을 전업 농부로 지내며 적극적으로 새로운 농법 도입에 열의를 보였다. 특히 국산 재래종 다래를 외국의 키위에 맞설 수 있는 고소득 작물로 키웠다. 그러나 정부는 키위를 농산물 수입 자유화 대상에 포함시켜 그의 농사는 큰 위기를 맞았다. 그는 이에 맞서 1991년 뉴질랜드산 키위를 참다래라는 새로운 이름으로 명명하고, '참다래유통사업단'이라는 새로운 농민 조직을 결성하여 뉴질랜드산 수입 참다래와 국산 참다래가 공존할 수 있는 방안을 모색하여 호평을 받았다. 그는 이러한 활약으로 초등학교 교과서에 신지식 농업인 '참다래 아저씨'로 소개될 정도로 이름을 알렸고, 벤처 농업계의 이건희로도 불리게 되었다.

### 장관 활동과 미국산 쇠고기 수입 협상
그의 농업 발전에 대한 공로로 주목받아 제17대 대선에 출마한 한나라당의 이명박 후보로부터 농업 문제 조언을 요청받았고, 이러한 인연으로 2008년 출범한 이명박 정부의 초대 농림수산식품부 장관으로 임명되었다. 그 후 미국산 쇠고기 수입 협상에서 주무부처의 장관으로 여론의 관심을 끌었다. 그러나 그는 미국에 유리한 협상 조건을 지지했다는 의혹에 휩싸여 여론은 크게 악화되었으며, 2008년 5월에 제17대 국회는 민주당과 민주노동당 소속 의원들의 주도로 그에 대한 해임결의안을 준비했다. 5월 23일에 장관해임 건의안은 140표를 얻어, 해임 건의안 통과에 필요한 과반 의원수 146명을 넘기지 못해 부결됐다.
그에 대한 논란이 계속되자 7월 7일에 이명박 정부 첫 개각에서 경질이 결정되었고 8월 6일에 그는 장관직에서 퇴임하였다.2009년 1월 14일 새만금 위원회(위원장 한승수 국무총리)의 민간위원으로 위탁되었다.
2009년 3월 3일 민동석 전직 한미 쇠고기 협상 수석대표와 함께 정식으로 MBC PD수첩 제작진들을 명예훼손으로 고소했으며, 이에 검찰은 명예훼손에 업무방해 혐의를 추가해 조능희 전 PD수첩 CP를 비롯한 제작진 6명에게 검찰은 소환장을 발부하였고,

### 전라북도지사 선거 출마
장관 퇴임 후 그는 '박비향'(撲鼻香)이라는 이름의 친환경 농산물 브랜드를 도입할 것을 발표하였고, 같은 이름의 저서를 출간하였다. 그는 저서에서 앞으로의 농업 발전 방향에 대한 제시와 더불어 쇠고기 협상과 관련된 장관 재직 시절의 뒷이야기도 서술했다. 그런 가운데 그는 2010년에 실시된 제5회 지방 선거에서 한나라당의 전북지사 후보로 공천되었다. 민주당 세력이 압도적으로 우세한 지역 특성에도 그는 독특한 선거 전략으로 주목을 받았고, 선거에서 18.2%의 득표율을 기록하여 민주당의 김완주 후보에 이어 2위를 기록했는데, 이는 호남 지역에서 한나라당 후보가 도 단위 선거에서 거둔 가장 높은 득표율이었다.
이후 정운천은 2010년 12월 20일에 한나라당의 지명직 최고위원에 내정되었다.

### 침출수 퇴비 개발
2011년 2월 17일 한나라당 구제역대책특위 위원장을 맡았던 정운천은 "구제역 침출수를 잘 활용하면 퇴비가 된다."고 발언하였다. 그리고 2011년 3월 7일에 이천의 농장에서 구제역 사태로 돼지 1천600마리를 매몰처분한 농장 주인의 요청에 따라 구제역 침출수를 자원화하는 시연회를 열었다. 침출수 자원화 방안은 매몰 가축이나 침출수가 10t 이하 소량일 때에는 고온멸균 건조기에 톱밥, 미강과 혼합 건조해 퇴비화하고, 대량일 때에는 고온멸균 처리를 한 뒤 랜더링 시설을 이용해 비료 원료로 재활용하는 기술이다. 정운천은 시름에 젖어 있는 축산농가와 환경오염을 걱정하는 국민들께 큰 위안을 줄 것"이라고 말했다.건조기를 제작한 가이아 측은 "일반 시민들은 구제역에 걸린 돼지 침출수로 퇴비를 만들면 질이 좋지 않을 거라 생각하는데 사실은 전혀 그렇지 않다."고 말했다.

### 국회의원 활동
2016년 대한민국 제20대 국회의원 선거에서 새누리당 후보로 전주시 을에 출마했다. 정운천은 37.53%의 득표율을 기록하면서 국회의원에 당선되었다.
2020년 대한민국 제21대 국회의원 선거에서는 미래한국당 소속으로 비례대표로 출마를 했다. 선거 결과 당선권에 들며 재선에 성공했다.

## 경력
- 1989년 12월: 제1대 한국참다래유통사업단 회장
- 1990년 3월: 한국참다래유통사업단 대표이사
- 2000년 8월~2006년 3월: 한국신지식농업인회 회장
- 2003년 9월: 대불대학교 경영학과 겸임교수
- 2003년 10월~2004년 12월: 농림부 중앙농정심의회 위원
- 2005년 1월: 대통령직속 농특위 산하 쌀유통혁신협의회 의장
- 2005년 2월: 대통령직속 농어업농어촌특별위원회본위원회 위원
- 2006년 3월~2008년 2월: 한국농업CEO연합회 회장
- 2006년 3월: 한국신지식농업인회 명예회장
- 2007년 8월: 전남대학교 농업생명과학대학 응용생물학부 겸임교수
- 2007년 11월: 한나라당 경제살리기특별위원회 위원
- 2007년 12월~2008년 2월: 제17대 대통령직인수위원회 농업특별위원회 유통혁신협의회장
- 2008년 2월~2008년 8월: 제1대 농림수산식품부 장관
- 2009년 1월: 국무총리 직속 새만금위원회 위원
- 2010년: 한나라당 당원
- 2010년 5월~2010년 6월: 제5회 전국동시지방선거 전라북도지사 한나라당 후보
- 2010년 12월~2011년 4월: 한나라당 구제역 대책특별위원회 위원장
- 2010년 12월~2011년 4월: 한나라당 최고위원
- 2010년 12월: 전북대학교 농업생명과학대학 식품공학과 석좌교수
- 한나라당 호남발전특별위원회 위원장
- 2012년~2016년: 새누리당 전라북도당 전주시 완산구 을 당원협의회 위원장
- 2012년: 새누리당 전라북도당 위원장
- 2012년: 새누리당 지역화합특별위원회 위원장
- 2013년 7월: 새누리당 지역공약추진특별위원회 위원
- 2015년: 새누리당 인재영입위원회 위원
- 2015년 8월: 새누리당 정책위원회 민생119본부 부본부장
- 2016년 4월 13일: 대한민국 제20대 국회의원 선거 당선(전북 전주시 을, 새누리당, 초선)
- 2016년 5월~2016년 12월: 새누리당 전라북도당 전주시 을 당원협의회 위원장
- 2016년 5월~2020년 5월: 제20대 국회의원(전북 전주시 을, 새누리당→무소속→바른정당→바른미래당→무소속→새로운보수당→무소속→미래한국당→미래통합당, 초선)
  - 2016년 6월: 제20대 국회 전반기 산업통상자원위원회 위원
  - 2016년 6월~2018년 7월: 제20대 국회 전반기 예산결산특별위원회 위원
  - 2017년 7월~2018년 5월: 제20대 국회 전반기 산업통상자원중소벤처기업위원회 간사
  - 2017년 12월~2018년 5월: 제20대 국회 재난안전대책특별위원회 위원
  - 2018년 7월~2020년 5월: 제20대 국회 후반기 농림축산식품해양수산위원회 간사
  - 2018년 7월~2019년 5월: 제20대 국회 후반기 예산결산특별위원회 위원
  - 2018년 10월~2019년 6월: 제20대 국회 후반기 에너지특별위원회 위원
  - 2019년 7월~2020년 5월: 제20대 국회 후반기 예산결산특별위원회 위원
- 2016년 7월~2016년 12월: 새누리당 중앙윤리위원회 부위원장
- 2016년 7월~2016년 12월: 새누리당 전라북도당 위원장
- 새누리당 비상대책위원회 위원
- 2017년 1월~2018년 2월: 바른정당 전라북도당 위원장
- 2017년 1월~2017년 3월: 바른정당 최고위원
- 2017년 2월~2018년 2월: 바른정당 경선관리위원회 위원
- 바른정당 AI대책특별위원회 위원장
- 2017년 6월~2018년 2월: 바른정당 최고위원
- 2017년 7월~2018년 2월: 바른정당 민생특별위원회20 총괄위원장
- 2018년 2월~2018년 6월: 바른미래당 최고위원
- 바른미래당 전라북도당 공동위원장
- 바른미래당 전라북도당 위원장 직무대행
- 2019년 5월: 남성고등학교 총동창회 회장
- 2020년 1월~2020년 2월: 새로운보수당 공동대표
- 2020년 1월~2020년 2월: 새로운보수당 정책위원회 의장
- 2020년 2월~2020년 5월: 미래한국당 최고위원
- 2020년 4월 15일: 대한민국 제21대 국회의원 선거 당선(비례대표, 미래한국당, 재선)
- 2020년 5월~2024년 5월: 제21대 국회의원(비례대표, 미래통합당→국민의힘, 재선)
  - 2020년 7월~2022년 1월: 제21대 국회 전반기 예산결산특별위원회 위원
  - 2020년 7월~2021년 8월: 제21대 국회 전반기 농림축산식품해양수산위원회 위원
  - 제21대 국회 전반기 농림축산식품해양수산위원회 농림축산식품법안심사소위원회 위원
  - 제21대 국회 전반기 농림축산식품해양수산위원회 청원심사소위원회 위원
  - 2020년 7월~2024년 5월: 대한민국 미래혁신포럼 구성의원
  - 2021년 8월~2022년 5월: 제21대 국회 전반기 기획재정위원회 위원
  - 2022년 3월~2022년 5월: 제21대 국회 전반기 예산결산특별위원회 위원
  - 2022년 7월~2024년 5월: 제21대 국회 후반기 산업통상자원중소벤처기업위원회 위원
    - 제21대 국회 후반기 산업통상자원중소벤처기업위원회 청원소위원회 위원

  - 2022년 7월~2023년 5월: 제21대 국회 후반기 예산결산특별위원회 위원
- 2020년 8월~2020년 9월: 미래통합당 국민통합특별위원회 위원장
- 2020년 9월~2023년 5월: 국민의힘 국민통합특별위원회 위원장
- 2021년 2월~2023년 4월: 국민의힘 전라북도당 위원장
- 2021년 3월~2021년 4월: 2021년 재보궐선거 국민의힘 중앙선거대책위원회 국민통합본부장
- 2021년 7월 : 국민의힘 조직강화특별위원회 위원
- 2021년 12월~2022년 1월: 제20대 대통령 선거 국민의힘 살리는 선거대책위원회 중앙선대위 산하 위원회 농어업상생발전위원회 위원장
- 2021년 12월~2022년 3월: 제20대 대통령 선거 국민의힘 살리는 선거대책위원회 전북 선거대책위원회 선거대책위원장단 총괄선거대책위원장
- 2022년 3월~2022년 5월: 제20대 대통령직인수위원회 지역균형발전특별위원회 부위원장
- 2022년 3월~2022년 5월: 제8회 전국동시지방선거 국민의힘 전라북도당 공천관리위원회 위원장
- 2022년 6월~2022년 10월: 국민의힘 물가민생안전특별위원회 위원
- 2022년 12월~2023년 4월: 국민의힘 전라북도당 전주시 을 당원협의회 위원장
- 2023년 8월~: 국민의힘 전북특별자치도당 전주시 을 당원협의회 위원장
- 전국호남향우회중앙회 고문
- 2024년 3월~2024년 4월: 제22대 국회의원 선거 국민의힘 중앙선거대책위원회 호남 권역 선대위원장
- 2024년 3월~2024년 4월: 제22대 국회의원 선거 국민의힘 전북특별자치도당 선거대책위원회 총괄선대위원장
- 2025년 4월~2025년 4월: 국민의힘 홍준표 제21대 대통령 선거 경선후보 무대홍 캠프 국민통합수석본부장

## 학력
- 봉암국민학교 졸업
- 고창북중학교 졸업
- 1973년 남성고등학교 졸업
- 1981년 고려대학교 농업경제학과(현 식품자원경제학과) 학사
- 2003년 원광대학교 행정대학원 행정학 석사

### 명예 박사 학위
- 2010년 군산대학교 명예 경영학 박사

## 역대 선거 결과
|  | 18.20% |

|  | 35.79% |

|  | 37.53% |

|  | 33.84% |

|  | 20.63% |

## 소속 정당
| 소속 정당 | 소속 정당    | 소속 기간 | 비고      |
| --------- | ------------ | --------- | --------- |
|           | 무소속       | 1998~2007 | 정계 입문 |
|           | 한나라당     | 2007~2012 | 입당      |
|           | 새누리당     | 2012~2016 | 당명 변경 |
|           | 무소속       | 2016~2017 | 탈당      |
|           | 바른정당     | 2017~2018 | 창당      |
|           | 바른미래당   | 2018~2020 | 합당      |
|           | 무소속       | 2020      | 합당      |
|           | 새로운보수당 | 2020      | 창당      |
|           | 무소속       | 2020      | 탈당      |
|           | 미래한국당   | 2020      | 입당      |
|           | 미래통합당   | 2020      | 합당      |
|           | 국민의힘     | 2020~현재 | 당명 변경 |

## 같이 보기
- 전주시 을
- 전주시의 국회의원
- 전주시 완산구의 국회의원
- 대한민국 제21대 국회의원 선거 미래한국당 후보 목록#비례대표
- 대한민국의 농림축산식품부 장관